# Mistrovství Československa v krasobruslení 1955
Mistrovství Československa v krasobruslení 1955 se konalo 15. ledna a 16. ledna 1955 v Ostravě.
Soutěžilo se i v dorosteneckých kategoriích. Celkem se zúčastnilo 67 krasobruslařů a krasobruslařek.

## Medaile
| Kategorie      | Zlato                        | Stříbro                        | Bronz                          |
| Muži           | Karol Divín                  | Ivan Mauer                     | Miroslav Kutina                |
| Ženy           | Dagmar Řeháková              | Milena Tůmová                  | Miroslava Náchodská            |
| Sportovní páry | Soňa Balunová Miloslav Balun | Věra Suchánková Zdeněk Doležal | Věra Vajsábelová Karel Vosátka |